# Philobota
Philobota is een omvangrijk geslacht van sikkelmotten (Oecophoridae). De wetenschappelijke naam van dit geslacht werd in 1883 in een determineertabrel (dus met kenmerken) gepubliceerd door Edward Meyrick, zonder opgave van een of meer soortnamen. Het volgende jaar publiceerde Meyrick een lijst van zestig soorten die hij tot dit geslacht rekende. De eerste daarvan, Philobota arabella (oorspronkelijk Oecophora arabella Newman, 1856) is later als de typesoort aangeduid.
Dit geslacht is endemisch in Australië en Tasmanië. De Australian Faunal Directory geeft 232 Philobota-soorten op. Deze sikkelmotten zijn meestal vrij groot en hebben een kenmerkend kleurenpatroon.

## Soorten
- P. aceraea (Meyrick, 1884)
- P. acerba (Turner, 1939)
- E. achranta (Turner, 1917)
- P. acompsa Turner, 1944
- P. acrobaphes (Meyrick, 1885)
- P. acroplaca Turner, 1944
- P. acropola Meyrick, 1884
- P. actias (Lower, 1899)
- P. acutella (Walker, 1864)
- P. adaptatella (Walker, 1864)
- P. aedophanes Turner, 1944
- P. aeolias Meyrick, 1889
- P. aethalea (Meyrick, 1884)
- P. aetopis Meyrick, 1889
- P. agnesella (Newman, 1855)
- P. agrapha Turner, 1917
- P. aletis (Meyrick, 1905)
- P. alypa Turner, 1914
- P. allocota Turner, 1944
- P. alloea Turner, 1944
- P. amalodes Meyrick, 1889
- P. amblopis Turner, 1944
- P. amblys Turner, 1944
- P. amechana Turner, 1944
- P. ameles Turner, 1944
- P. amenena (Meyrick, 1888)
- P. amissella (Walker, 1864)
- P. amoebaea Meyrick, 1889
- P. amphilyca (Meyrick, 1884)
- P. amphitoxa (Meyrick, 1889)
- P. anachorda Meyrick, 1884
- P. anarrecta Meyrick, 1889
- P. anazancla Meyrick, 1889
- P. ancylotoxa Meyrick, 1884
- P. anisochroa Turner, 1944
- P. annularis (Meyrick, 1884)
- P. anthophora Turner, 1944
- P. antipodella Wallengren, 1861
- P. aphanes (Meyrick, 1884)
- P. aplasta Meyrick, 1914
- P. apricata Meyrick, 1913
- P. arabella (Newman, 1855)
- P. archedora Turner, 1944
- E. archepeda (Meyrick, 1887)
- P. archescia (Meyrick, 1887)
- P. argotoxa Meyrick, 1889
- P. argyrodes (Turner, 1917)
- P. atmobola Meyrick, 1889
- E. atmopis (Meyrick, 1889)
- E. atrisignis (Lower, 1900)
- P. auriceps (Butler, 1882)
- P. aurinatella (Walker, 1864)
- P. automima Meyrick, 1889
- P. auxolyca Meyrick, 1889
- P. auxoscia Meyrick, 1922
- P. axiota (Meyrick, 1889)
- P. basatra (Lower, 1900)
- P. baryptera (Turner, 1896)
- P. barysoma (Meyrick, 1884)
- E. basicapna (Turner, 1937)
- E. bathrogramma (Turner, 1916)
- P. biophora Meyrick, 1884
- P. borborodes Turner, 1917
- P. botryitis (Meyrick, 1914)
- P. bracteatella (Walker, 1864)
- P. brachyomis (Meyrick, 1889)
- E. brachystoma (Meyrick, 1915)
- P. brochosema Meyrick, 1884
- P. byrsochra (Meyrick, 1915)
- E. calamaea Meyrick, 1884
- P. calamochroa Turner, 1944
- P. callichrysa (Lower, 1898)
- P. calliophthalma (Meyrick, 1889)
- P. caminias Meyrick, 1889
- P. camposema Turner, 1944
- P. campyla Meyrick, 1889
- P. campylosema Turner, 1944
- E. candida (Turner, 1898)
- E. capnonota (Turner, 1938)
- P. cardinalis (Meyrick, 1913)
- P. carinaria Meyrick, 1913
- P. catachrysa Meyrick, 1889
- P. catalampra Meyrick, 1884
- P. catascia Meyrick, 1884
- P. catharopa Turner, 1944
- P. causta Turner, 1944
- P. centromita Turner, 1944
- P. centrotherma Lower, 1901
- E. cephalochrysa (Lower, 1894)
- P. chalcoxantha Meyrick, 1889
- P. chalinitis Meyrick, 1909
- P. charaxias (Meyrick, 1889)
- P. chiastis Meyrick, 1889
- P. chionoleuca Turner, 1944
- P. chionoptera Meyrick, 1884
- P. chrysopotama Meyrick, 1884
- P. cinetica (Meyrick, 1884)
- E. cirrhocephala (Turner, 1917)
- P. cirrhodes Meyrick, 1913
- P. cirrhocephala (Turner, 1917)
- E. cirrhopepla (Turner, 1916)
- E. clastosticha (Turner, 1939)
- E. cnecopasta (Turner, 1937)
- P. cnecopis Turner, 1917
- P. concisella (Walker, 1864)
- P. coniodes Turner, 1944
- P. coniortia (Meyrick, 1884)
- E. cosmocrates Meyrick, 1889
- P. cremantis (Meyrick, 1889)
- E. cretacea Meyrick, 1884
- P. crocobapta Meyrick, 1884
- P. crococephala Turner, 1944
- P. crocodes Turner, 1944
- P. crocopleura Turner, 1944
- P. crustulata Meyrick, 1913
- P. crypsichola Meyrick, 1884
- E. cryptea (Turner, 1938)
- P. curriculata Meyrick, 1920
- E. curvilinea (Turner, 1896)
- E. cyphocentra (Meyrick, 1922)
- P. dasycopa Lower, 1907
- E. dedecorata Meyrick, 1915
- P. dejunctella (Walker, 1864)
- E. delochorda (Turner, 1917)
- P. delosema Turner, 1917
- P. diaereta Turner, 1917
- P. diffusa Lucas, 1901
- P. dilechria Turner, 1944
- P. dimochla Turner, 1944
- P. diphracta Lower, 1920
- P. disema (Meyrick, 1884)
- P. dryinota Meyrick, 1914
- P. dulcescens (Meyrick, 1913)
- E. dysphorata (Turner, 1938)
- P. eccleta Turner, 1944
- P. echidnias Meyrick, 1889
- P. egelida (Meyrick, 1884)
- P. egena (Turner, 1940)
- P. ellenella (Newman, 1855)
- E. embologramma (Turner, 1916)
- P. enchalca Turner, 1917
- P. ennephela (Meyrick, 1884)
- P. eocrossa Meyrick, 1887
- E. epibosca Turner, 1937
- E. epipercna (Turner, 1917)
- P. epiplasta (Turner, 1917)
- P. epitoxa (Meyrick, 1889)
- P. erastis Meyrick, 1910
- E. erebodes Meyrick, 1884
- P. eremosema Lower, 1915
- E. eremotropha (Turner, 1938)
- P. ergatis (Meyrick, 1884)
- P. eriscota Meyrick, 1889
- P. erythrotaenia Wallengren, 1861
- P. euageta Turner, 1944
- P. euarmosta Turner, 1944
- E. euchlora (Turner, 1896)
- P. euctista Turner, 1917
- P. eudela Turner, 1944
- P. eugramma (Lower, 1894)
- P. euneta Turner, 1944
- P. eurytoxa Turner, 1944
- P. euryzona (Turner, 1917)
- P. eutelopis Meyrick, 1920
- P. euxantha Meyrick, 1884
- E. euzancla (Turner, 1938)
- P. flaccida Meyrick, 1913
- E. foedatella (Walker, 1884)
- E. fumifera (Turner, 1939)
- P. futilis Meyrick, 1920
- P. gephyrodes Turner, 1944
- P. geraeopa (Meyrick, 1913)
- P. germinalis Meyrick, 1913
- P. gilvella Turner, 1917
- P. glaucoptera Meyrick, 1884
- P. goniotypa Turner, 1944
- E. gonostropha Lower, 1896
- E. grammatica (Meyrick, 1883)
- P. grammophora (Lower, 1897)
- P. graphica Meyrick, 1887
- P. gummosa Meyrick, 1913
- P. gymnastica Meyrick, 1920
- P. gypsomera Lower, 1920
- P. habrodes Lower, 1899
- P. haplogramma Turner, 1917
- E. haplostola (Turner, 1937)
- P. hapula Meyrick, 1884
- P. hecatella (Newman, 1855)
- P. hemeris Meyrick, 1915
- P. hemicroca Lower, 1903
- E. heptasticta (Turner, 1937)
- P. heterophaea Turner, 1944
- E. hexasticta (Turner, 1937)
- P. hiracistis Meyrick, 1899
- P. holocrossa Meyrick, 1889
- P. holocycla (Lower, 1894)
- P. homochroa (Turner, 1916)
- E. homophylla (Turner, 1937)
- P. humerella (Walker, 1863)
- P. hydara Meyrick, 1884
- P. hylophila (Turner, 1917)
- P. hyphanta Turner, 1927
- P. hypocausta Meyrick, 1884
- E. hypopolia (Turner, 1917)
- P. idea Lower, 1893
- P. ignava Meyrick, 1913
- P. immemor (Meyrick, 1913)
- P. impletella Walker, 1869
- P. incompta Turner, 1944
- P. innocens (Meyrick, 1913)
- P. interlineatella (Walker, 1864)
- P. intricata Turner, 1944
- P. ioplaca Turner, 1944
- P. iosema Meyrick, 1889
- P. iphigenes Meyrick, 1889
- P. irakella (Amsel, 1959)
- P. irruptella (Zeller, 1877)
- E. ischnodes (Meyrick, 1902)
- E. ischnophanes (Turner, 1937)
- P. isolitha Meyrick, 1913
- P. isomora Turner, 1915
- P. isonoma Common, 1996
- P. lathicentra Meyrick, 1889
- P. latifissella (Walker, 1864)
- E. laxeuta (Meyrick, 1913)
- E. leptochorda (Turner, 1916)
- P. leptomita Turner, 1944
- P. leucocosma Turner, 1917
- E. leucodelta (Turner, 1938)
- P. leucomitra Meyrick, 1884
- P. leucozancla Turner, 1944
- P. limenarcha Meyrick, 1913
- P. limonia Meyrick, 1913
- P. lithochlora Meyrick, 1889
- P. lochitis Turner, 1917
- P. lochmaula (Turner, 1917)
- P. lonchota Turner, 1896
- P. loxographa Diakonoff, 1967
- P. lysizona Meyrick, 1889
- E. macrostola (Turner, 1938)
- P. madida Meyrick, 1920
- P. malacopis (Meyrick, 1889)
- P. marcens Meyrick, 1914
- P. marginella (Denis & Schiffermüller, 1775)
- E. mathematica (Meyrick, 1884)
- P. megalocentra Meyrick, 1889
- P. melanoglypta Meyrick, 1889
- E. melanogypsa (Turner, 1938)
- P. melanoxantha Meyrick, 1889
- P. melichrodes Turner, 1898
- P. melirrhoa Meyrick, 1884
- P. melodora Meyrick, 1889
- P. menodora (Meyrick, 1889)
- E. meraca (Turner, 1937)
- P. mesodesma (Meyrick, 1889)
- P. metacneca Turner, 1944
- P. metachroa Meyrick, 1889
- P. metria Turner, 1917
- P. microchlora Meyrick, 1915
- P. microxantha Meyrick, 1889
- P. mitoloma Lower, 1915
- P. moestella (Walker, 1864)
- P. molliculella (Walker, 1864)
- P. monogramma Meyrick, 1884
- E. monoides (Turner, 1917)
- P. monolitha Meyrick, 1884
- P. monoloncha Meyrick, 1889
- P. monophaes Meyrick, 1884
- E. monospila (Turner, 1937)
- E. mucida (Turner, 1938)
- P. mychias (Meyrick, 1889)
- P. mylothris Meyrick, 1921
- P. mysticodes Turner, 1917
- E. napaea (Turner, 1917)
- P. nephelarcha Meyrick, 1884
- P. nephelota Turner, 1944
- P. niphias (Meyrick, 1884)
- P. noserodes (Meyrick, 1889)
- P. notiodes Turner, 1944
- P. notomolybda Turner, 1944
- P. obliviosa Meyrick, 1913
- P. occidua Meyrick, 1884
- P. ocellaris (Meyrick, 1884)
- E. ochlophila (Turner, 1938)
- P. ochrochoa (Lower, 1894)
- P. ochrolitha Lower, 1903
- P. ochronota Turner, 1944
- P. ochrosticta Turner, 1944
- P. ocularis Turner, 1896
- P. olympias Meyrick, 1889
- P. omichlota (Meyrick, 1884)
- P. omotypa Turner, 1944
- E. orecta (Turner, 1938)
- P. orescoa (Meyrick, 1884)
- P. orinoma Meyrick, 1884
- P. oriphaea Meyrick, 1889
- P. orthogramma (Meyrick, 1884)
- E. ortholoma (Turner, 1937)
- P. orthomita Turner, 1917
- P. orthomochla Turner, 1944
- P. orthotoma Turner, 1917
- P. otiosa Meyrick, 1921
- E. oxyptila (Turner, 1937)
- P. oxysema Lower, 1903
- E. pachychorda (Turner, 1937)
- E. pacifera (Meyrick, 1914)
- P. pactolias Meyrick, 1913
- P. panarcha (Turner, 1915)
- P. paracycla (Meyrick, 1884)
- E. paragypsa Lower, 1900
- P. parasema Lower, 1920
- P. partitella (Walker, 1864)
- P. passalias Meyrick, 1913
- E. pasteoptera (Turner, 1937)
- E. pedetis Meyrick, 1884
- E. perangusta (Turner, 1936)
- E. perioeca (Turner, 1937)
- P. perixantha Turner, 1896
- P. perpetua (Meyrick, 1931)
- P. personata (Meyrick, 1884)
- P. phaedropa (Lower, 1901)
- P. phaeocephala (Turner, 1917)
- P. phaeochyta Turner, 1944
- E. phaeodelta (Turner, 1937)
- E. philostaura (Meyrick, 1883)
- E. phlaura (Turner, 1938)
- P. phloeomima (Turner, 1939)
- P. phoenopasta Turner, 1927
- P. physaula Meyrick, 1914
- P. picraula Lower, 1920
- P. pilidiota (Turner, 1917)
- P. pilipes (Butler, 1882)
- P. placochorda Turner, 1927
- P. placophaea (Turner, 1937)
- P. platyptera Lower, 1893
- E. plesiosperma (Turner, 1937)
- E. pleurosticha (Turner, 1936)
- E. plicilinea (Turner, 1938)
- P. poliocneca Turner, 1927
- P. poliocrossa Turner, 1944
- P. polybotrya Turner, 1917
- E. polypenthes (Turner, 1939)
- E. prepodes (Turner, 1937)
- P. productella (Walker, 1864)
- P. profuga (Meyrick, 1913)
- E. proscedes (Turner, 1936)
- P. protecta Meyrick, 1920
- P. protorthra (Meyrick, 1884)
- P. pruinosa Meyrick, 1884
- E. publicana (Meyrick, 1914)
- E. pulvifera (Turner, 1937)
- P. pycnotypa Turner, 1944
- P. pyrocentra (Lower, 1897)
- P. pyrrhophara Turner, 1944
- P. rasilis Turner, 1926
- E. rhadinosticha (Turner, 1938)
- E. ruinosa (Meyrick, 1913)
- P. scieropa Meyrick, 1889
- P. sciocrossa (Meyrick, 1913)
- E. scioessa (Turner, 1938)
- E. scitula (Turner, 1917)
- E. semantica (Turner, 1916)
- P. semifulva Turner, 1944
- P. semiticella (Amsel, 1959)
- E. similis (Turner, 1937)
- P. siphonistis Meyrick, 1921
- P. sobrina Turner, 1944
- P. solaris Meyrick, 1913
- P. sophia Turner, 1896
- E. sordidella (Walker, 1864)
- P. sphenoleuca Lower, 1907
- P. spodotis Turner, 1944
- P. stella (Newman, 1855)
- E. stenophylla (Turner, 1939)
- E. sthenopis (Turner, 1927)
- P. stenosema Turner, 1944
- P. stereosema (Meyrick, 1889)
- P. stipulata (Meyrick, 1913)
- E. stramentaria (Turner, 1916)
- P. synauges Meyrick, 1889
- P. syncolla (Turner, 1917)
- E. synnephes (Turner, 1937)
- P. syntropa Meyrick, 1931
- P. tanaostola Turner, 1944
- E. tanyscia (Meyrick, 1884)
- P. tarsyntis Meyrick, 1922
- P. tectifera Meyrick, 1909
- P. terpnopis Turner, 1944
- P. tessaradisca Turner, 1944
- P. tetradelta Meyrick, 1922
- P. tetragona Meyrick, 1889
- E. thiobaphes (Turner, 1937)
- E. thiocrossa (Turner, 1917)
- P. thiodes (Turner, 1917)
- P. thiogramma Meyrick, 1889
- E. tranquilla (Turner, 1937)
- P. transactella (Walker, 1864)
- P. transversella (Walker, 1864)
- E. trigonosema (Turner, 1937)
- P. trijugella (Zeller, 1877)
- P. trimeris Lower, 1902
- P. triplectis Meyrick, 1913
- P. trivia Meyrick, 1915
- P. tyroxantha Meyrick, 1884
- P. vera Meyrick, 1914
- P. vilis Turner, 1944
- P. virgo Walsingham, 1891
- P. xanthiella (Walker, 1864)
- P. xanthocoma Lower, 1897
- P. xanthodisca Turner, 1944
- P. xanthoprepes Turner, 1917
- P. xesta Turner, 1944
- E. xipheres (Turner, 1896)
- P. xiphostola Meyrick, 1884
- E. xuthocrana (Turner, 1937)
- P. xylochroa (Lower, 1893)
- P. zanclotoma (Meyrick, 1884)
- P. zanclotypa Turner, 1917
- P. zonostola (Meyrick, 1884)
- P. zophospila Turner, 1944